# Tlaxcalancingo
Tlaxcalancingo är en ort i Mexiko.   Den ligger i kommunen Ixtacamaxtitlán och delstaten Puebla, i den sydöstra delen av landet, 130 km öster om huvudstaden Mexico City. Tlaxcalancingo ligger 2 475 meter över havet och antalet invånare är 298.
Terrängen runt Tlaxcalancingo är huvudsakligen kuperad, men söderut är den bergig. Runt Tlaxcalancingo är det ganska tätbefolkat, med 67 invånare per kvadratkilometer. Närmaste större samhälle är Emiliano Zapata, 9,5 km söder om Tlaxcalancingo. I omgivningarna runt Tlaxcalancingo växer huvudsakligen savannskog.